# István Dobi
István Dobi (Szőny, 31 dicembre 1898 – Budapest, 24 novembre 1968) è stato un politico ungherese, primo ministro dal 1948 al 1952.
Dopo aver avuto contatti con il movimento contadino, nel 1919 sostenne l'effimera Repubblica sovietica d'Ungheria e per questo, dopo il suo fallimento, venne incarcerato. Dopo il suo rilascio, fu attivista del partito socialdemocratico e venne più volte arrestato durante il regime dell'ammiraglio Miklós Horthy. Durante la seconda guerra mondiale fu tra i leader della resistenza anti-nazista ungherese e dopo il 1945 divenne esponente di spicco del partito dei proprietari.
Dopo aver ricoperto la carica di ministro dell'Agricoltura nel primo governo di coalizione post-conflitto, nel dicembre 1948 fu nominato primo ministro. Allineato su posizioni sempre più filo-comuniste e filo-sovietiche, dopo la fine del suo governo il 14 agosto 1952, ricoprì la carica di presidente del consiglio presidenziale dal 1952 fino all'aprile 1967. In quella veste si adoperò per la repressione della rivoluzione del 1956.
Nel 1962 venne insignito del premio Lenin per la pace.